# Rubén Ontiveros
Rubén Ontiveros Martín (Baracaldo, 1977) es un guionista de televisión español, conocido por ser uno de los creadores de la serie Qué vida más triste.

## Comienzos
Antes de comenzar a escribir, Rubén Ontiveros trabajó como proyeccionista en varios cines, de portero en un edificio de oficinas, haciendo encuestas políticas y como barrendero.
Entre 2002 y 2003 Rubén comenzó a experimentar gran éxito con sus cortos, principalmente con ¿Por qué no tiene novia Íñigo Martín? y Bea lo ve todo, y comenzó a tener relación con otros jóvenes directores y guionistas como Nacho Vigalondo, Borja Cobeaga, Diego San José o Borja Crespo.

## Qué vida más triste
La idea original de Qué vida más triste partió del interés de Rubén Ontiveros por crear un videoblog y alojarlo en un espacio web donde pudiesen verse sus diferentes cortos. Sin embargo, la idea evolucionó y, junto a compañeros de la universidad y amigos del barrio, la mayoría de ellos sin ninguna experiencia ante las cámaras, crearon una serie de ficción que ofrecía un episodio de unos pocos minutos una vez por semana

## Como guionista
Ontiveros ha sido guionista de Vaya Semanita (ETB2), Made in china (TVE), Euskadi Comanche (ETB2), 'Palomitas' (Cuatro), 'Los Morancos (TVE), 'La hora de José Mota (TVE), Homo Zapping (Neox), Akelarre (ETB2)
Ontiveros es creador y director de las series Basauri Vice para TNT, Dynamito (Mediaset), Los videotutoriales de Borja Pérez (Grupo Vocento) Basauri Mirror (AtresMedia), Neverfilms  para Playz y guionista en Ese programa del que usted me habla
También es profesor de guion en el "Master de Guion de Mediapro" e imparte clases en el "Master de Guion de Salamanca"
Ontiveros también trabaja como guionista para El Terrat desarrollando formatos.

## Pos eso
Rubén es también guionista en la película de animación Pos eso, de Samuel Ortí Martí "SAM".

## Obra audiovisual
| Año       | Título                                | Formato                      | Rol | Duración                     |
| --------- | ------------------------------------- | ---------------------------- | --- | ---------------------------- |
| 2020      | Parking Karaoke                       | Late night Playz             | Codirector y Guionista del programa de David Sainz                                                                                 | 13 episodios                 |
| 2019      | 31-D: Un golpe de gracia              | Televisión TVE               | Guionista del especial de fin de año de José Mota                                                                                  | 1 especial de TV             |
| 2018-2019 | Ese programa del que usted me habla   | Televisión TVE               | Guionista del programa presentado por María Gómez                                                                                  | 137 episodios                |
| 2016      | Basauri Mirror                        | Web serie                    | Director y Guionista de la serie con Borja Pérez y Axel Casas como protagonistas                                                   | 8 episodios                  |
| 2014      | Pos eso                               | Película                     | Coguionista de película de animación con las voces de Anabel Alonso, Santiago Segura y Josema Yuste entre otros                    | 1 largometraje               |
| 2012-2014 | Los Videotutoriales de Borja Pérez    | Web serie                    | Director y Guionista de la serie con Borja Pérez como protagonista                                                                 | 49 episodios                 |
| 2011      | Basauri Vice                          | Web serie                    | Director y Guionista de la serie con Borja Pérez y Joseba Caballero como protagonistas                                             | 4 episodios                  |
| 2008-2010 | Qué vida más triste                   | Serie de televisión La Sexta | Creador, Director y Guionista de la serie con Borja Pérez y Joseba Caballero como protagonistas                                    | 96 episodios (4 temporadas)  |
| 2005-2008 | Qué vida más triste                   | Web serie                    | Creador, Director y Guionista de la serie con Borja Pérez como protagonista                                                        | 106 episodios (3 temporadas) |
| 2003      | Bea lo ve todo                        | Película                     | Director y guionista del corto con múltiples personajes, entre ellos Nuria Herrera, Begoña de la Cruz, Borja Pérez y Juanan Bilbao | 1 cortometraje               |
| 2001      | ¿Por qué no tiene novia Íñigo Martín? | Película                     | Director y guionista del corto con múltiples personajes, entre ellos Borja Pérez y Joseba Caballero                                | 1 cortometraje               |
| 1997      | Z.Z.Z.                                | Película                     | Director y guionista del corto con Borja Pérez y Joseba Caballero como protagonistas                                               | 1 cortometraje               |